# Regió Est (Camerun)
Regió Est és una de les deu regions de la República de Camerun. La seva capital és la ciutat de Bertoua.

## Departaments
Aquesta regió posseeix una subdivisió interna composta pels següents departaments:
- Boumba-et-Ngoko
- Haut-Nyong
- Kadey
- Lom-et-Djérem

## Territori i població
La regió Est té una superfície de 109.011 km². Dins de la mateixa resideix una població composta per 836.906 persones (xifres del cens de l'any 2005). La densitat poblacional dins d'aquesta província és de 7,68 habitants per km².